# كارولين وارد
كارولين وارد (30 سبتمبر 1969 - ) (بالإنجليزية: Caroline Ward)‏ هي لاعبة كريكت أسترالية. شاركت مع منتخب أستراليا الوطني للكريكت.

## وصلات خارجية
- كارولين وارد على موقع إي آس بي آن كريك إنفو (الإنجليزية)